# Bill Westenhofer
Bill Westenhofer é um especialista em efeitos visuais estadunidense. Venceu o Oscar de melhores efeitos visuais na edição de 2008 por The Golden Compass, com Michael Fink, Ben Morris e Trevor Wood e na edição de 2013 por Life of Pi, ao lado de Guillaume Rocheron, Erik-Jan de Boer e Donald R. Elliott.